# Strandvisserij in De Haan

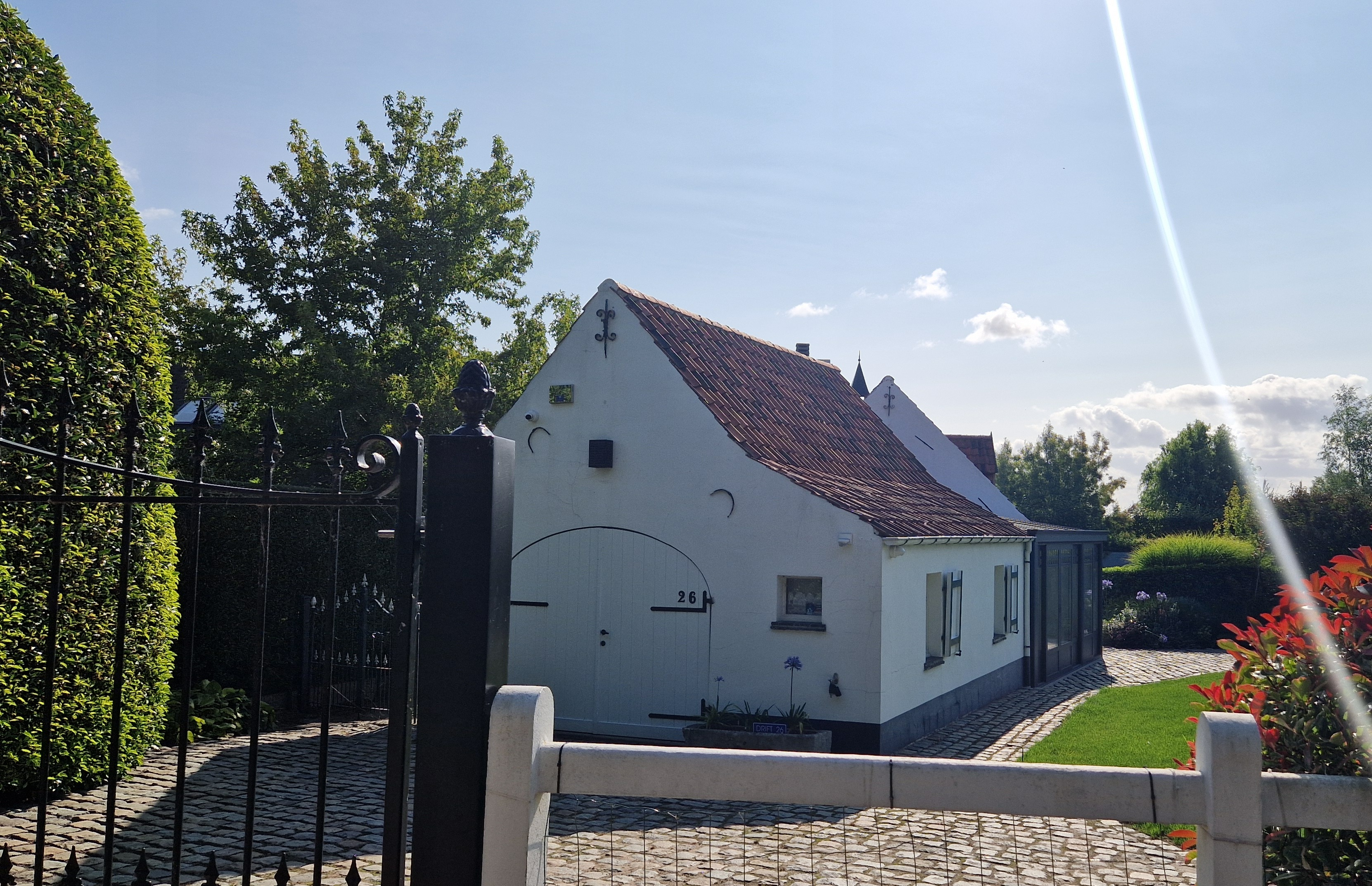

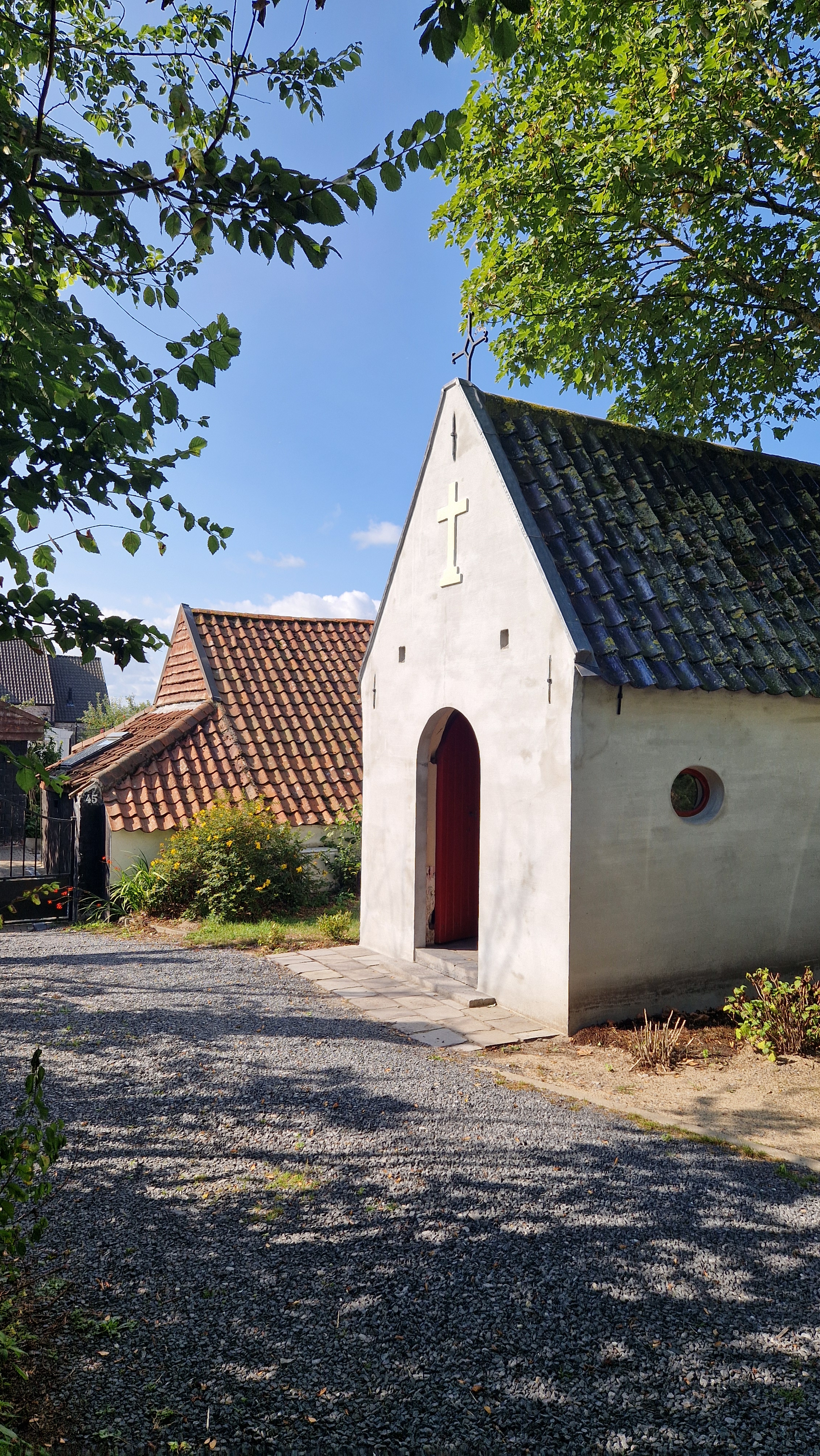

Strandvisserij in De Haan is een traditionele vorm van kleinschalige visserij die vanaf het strand werd uitgeoefend in de Belgische kustgemeente De Haan. Deze activiteit maakte deel uit van het dagelijks leven van kustbewoners. Het werd gekenmerkt door het gebruik van handmatig getrokken netten en eenvoudige vaartuigen. De strandvisserij in De Haan vertoont overeenkomsten met soortgelijke visserijtradities in andere Nederlandstalige kustgebieden, waaronder delen van Nederland en Vlaanderen.

## Geschiedenis
De strandvisserij in De Haan kent zijn wortels in de middeleeuwse vissersgemeenschappen die leefden in en rond de landelijke parochies van Klemskerke en Vlissegem, zoals uitgebreid beschreven in het werk van Robert Boterberge. Deze dorpen, gelegen in de omgeving van De Haan, hadden nauwe banden met de kustactiviteiten, waaronder visserij, die ook op het strand plaatsvond.
In de 17e en 18e eeuw ontwikkelde De Haan zich langzaam tot een badplaats, maar de visserij bleef een belangrijk economisch element voor veel inwoners, vooral de deelgemeente Wenduine. Omdat Wenduine geen haven had, was strandvisserij de voornaamste manier om de zee te bevaren en vis te vangen. Een praktijk die ook in andere kustplaatsen in Vlaanderen voorkwam volgens gegevens van het Inventaris van het Bouwkundig Erfgoed.
De vissers gebruikten kleine, platte houten bootjes die ze makkelijk over het zand konden trekken om ermee in het water te gaan. De vangst bestond voornamelijk uit garnalen, tong, schol, bot en andere platvissen, die door middel van sleepnetten en staande netten werden gevangen. Deze technieken vereisten een goede kennis van de getijden en het kustlandschap.
De visserij was lange tijd een familietraditie waarbij meerdere generaties betrokken waren. Naast het vissen zelf bestond het dagelijkse leven ook uit het onderhoud van de netten en boten en de verkoop van verse vis op de markt. 

## Technieken en materieel
De strandvisserij werd gekenmerkt door eenvoudige maar doeltreffende technieken. Het belangrijkste vistuig was het sleepnet, dat vaak door twee vissers vanaf het strand in zee werd getrokken. Deze sleepnetten waren meestal van natuurlijke vezels gemaakt en moesten regelmatig worden hersteld.
In sommige gevallen werden paarden ingezet om de netten voort te trekken, een methode die vooral bekend is uit het naburige Oostduinkerke, waar deze traditie bewaard bleef als immaterieel erfgoed. Hoewel minder gangbaar in De Haan, zijn er aanwijzingen dat soortgelijke methodes ook hier werden toegepast.
Andere vangstmethodes waren het gebruik van fuiken en korven, en het vissen met kruien, een soort handnet. Deze technieken vereisten kennis van de visgewoonten en de bodemgesteldheid.
Volgens het Vlaams Instituut voor de Zee (VLIZ) en rapporten van de Vlaamse overheid over recreatieve zeevisserij, speelt kleinschalige visserij, waaronder strand- en kustvisserij, een blijvende rol in het behoud van maritieme tradities en het lokale ecosysteem. Hoewel deze tegenwoordig grotendeels aan banden ligt door regelgeving.

## Regelgeving
De strandvisserij valt onder specifieke wettelijke regelgevingen die in Vlaanderen worden gehanteerd om de duurzaamheid van de visserij en het behoud van het mariene milieu te garanderen. De gemeente De Haan verstrekt informatie over toegestane vistechnieken, vangstquota en zones waar strandvisserij mag plaatsvinden, zoals vermeld op de website van de gemeente.
Daarnaast is recreatieve zeevisserij aan de Belgische kust onderhevig aan beleidskaders die visserijactiviteiten reguleren om overbevissing te voorkomen en het mariene milieu te beschermen. Zoals uiteengezet in de publicatie "Recreatieve zeevisserij in België anno 2018" van de Vlaamse overheid.

## Sociaal-culturele betekenis
Voor de inwoners van De Haan was strandvisserij meer dan een economische activiteit; het was een levenswijze die sterk verbonden was met de gemeenschap. Vaak woonden vissersgezinnen in eenvoudige huisjes nabij het strand, waar ze een cultuur van solidariteit en gezamenlijke tradities deelden.
Een belangrijk cultureel evenement dat deze tradities viert, zijn de jaarlijkse Garnaalfeesten in Vosseslag. Tijdens deze feesten wordt het garnalenvissen centraal gesteld, met demonstraties, marktkramen en folkloristische activiteiten die de band tussen de gemeenschap en haar vissersverleden versterken.
In de 19e en vroege 20e eeuw bestonden er vissersgilden en broederschappen die sociale steun boden, bijvoorbeeld bij ziekte of overlijden. De dialectwoorden en gebruiken rondom de visserij droegen bij aan een specifieke lokale identiteit.
De combinatie van visserij met andere bezigheden zoals landbouw, strandjutten en later toerisme, maakte het leven aan de kust veelzijdig maar ook veeleisend.

## Achteruitgang en erfgoed
Vanaf de jaren 1950 nam de strandvisserij in De Haan sterk af. De opkomst van gemotoriseerde vissersschepen en de uitbouw van havens in steden als Oostende maakten kleinschalige visserij vanaf het strand economisch onhoudbaar.
De toeristische ontwikkeling van De Haan veranderde het kustlandschap en de economie. De vissersboten verdwenen en daarmee ook de praktijk en kennis van deze oude vistechnieken.
Toch leeft het erfgoed voort via lokale musea, publicaties en educatieve projecten. Het werk van Robert Boterberge en andere historici speelt een belangrijke rol in het behoud van kennis over deze vroegere levenswijze.